# 4877 Humboldt
För andra betydelser, se Humboldt.
4877 Humboldt eller 5066 T-2 är en asteroid i huvudbältet som upptäcktes den 25 september 1973 av den nederländsk-amerikanske astronomen Tom Gehrels och det nederländska astronomparet Ingrid van Houten-Groeneveld och Cornelis Johannes van Houten vid Palomarobservatoriet. Den är uppkallad efter Alexander von Humboldt.
Asteroiden har en diameter på ungefär 6 kilometer och den tillhör asteroidgruppen Eunomia.